# JSTOR
JSTOR (/dʒeɪ-stɔːr/, skrót od ang. Journal Storage) – biblioteka cyfrowa utworzona w 1995 roku. Początkowo zawierała cyfrowe kopie czasopism naukowych o wyczerpanym nakładzie. Następnie zaczęła zbierać także książki, materiały źródłowe oraz aktualne numery czasopism naukowych. Pozwala na wyszukiwanie w pełnej treści niemal 2000 czasopism naukowych.
Dostęp do JSTOR posiada ponad 8000 instytucji w ponad 160 krajach. Większość instytucji uzyskuje dostęp do biblioteki JSTOR poprzez prenumeratę, choć część starszej zawartości będąca w domenie publicznej jest dostępna bez ograniczeń dla wszystkich.
W 2012 roku JSTOR uruchomił program mający zapewnić darmowy dostęp do 3 starszych artykułów przez okres 14 dni dla indywidualnych naukowców i badaczy, którzy dokonają rejestracji na platformie.

## Zawartość
Biblioteka zawiera publikacje udostępniane przez ponad 900 wydawców, co stanowi ponad 1900 tytułów czasopism naukowych w ponad 50 dyscyplinach naukowych.
Oprócz głównej strony JSTOR udostępnia także usługę Data for Research pozwalającą na dostęp do zawartości archiwów w celu analizy korpusu. Strona ta oferuje możliwość wyszukiwania z funkcją graficznej prezentacji zasięgu artykułu oraz powiązaniem z JSTOR. Użytkownicy mogą tworzyć zestawy artykułów, a następnie pozyskiwać na ich podstawie zbiory danych zawierających zadane słowo, częstotliwości występowania oraz podstawowe metadane. Uzyskane dane można ściągać w formatach XML oraz CSV. Usługa nie zapewnia dostępu do pełnych tekstów artykułów, choć naukowcy mogą pozyskać je od podmiotu JSTOR w ramach umowy o poufności.
Kolejną usługą dostępną jako uzupełnienie strony głównej jest JSTOR Plant Science. Baza JSTOR Plant Science zawiera okazy roślin danego typu, struktury taksonomiczne, literaturę naukową oraz powiązane materiały. Jest ona skierowana do badających, wykładających bądź studiujących botanikę, biologię, ekologię, nauki środowiskowe lub ochronę środowiska. Materiały zebrane w bazie zostały udostępnione dzięki Global Plants Initiative (GPI) i są otwarte tylko dla użytkowników JSTOR i członków GPI. Z JSTOR Plant Science współpracuje dwoje partnerów - the African Plants Initiative koncentrująca się na roślinach afrykańskich oraz Latin American Plants Initiative koncentrująca się na roślinach z Ameryki Łacińskiej.
W listopadzie 2012 roku JSTOR uruchomił program Books at JSTOR uzupełniając swoją bazę o 15 000 nowo wydanych książek. Książki są powiązane z recenzjami oraz z cytującymi je artykułami.